# Carlos Alberto Borges
Carlos Alberto, właśc. Carlos Alberto Borges (ur. 14 grudnia 1960 w Quintanie) – piłkarz brazylijski, występujący podczas kariery na pozycji prawego pomocnika.

## Kariera klubowa
Karierę piłkarską Carlos Alberto rozpoczął w klubie Ferroviária Araraquara pod koniec lat 70. Na początku lat 80. Carlos Alberto występował m.in. w Corinthians Paulista, Marílii, z której przeszedł do SE Palmeiras. W lidze brazylijskiej zadebiutował 23 stycznia 1983 w zremisowanym 0-0 meczu z EC Bahia. W latach 1986–1987 był zawodnikiem Santosu FC.
W barwach Santosu 19 października 1986 w przegranym 0-2 meczu z São Paulo FC Carlos Alberto wystąpił po raz ostatni w lidze brazylijskiej. Ogółem w latach 1983–1986 wystąpił w lidze w 45 meczach.
W 1987 powrócił do Palmeiras, w którego barwach rozegrał łącznie 207 spotkań, w których strzelił 6 bramek. W latach 1989–1990 był zawodnikiem Ceary Fortaleza, z którą zdobył mistrzostwo stanu Ceará – Campeonato Cearense w 1989.  Carlos Alberto zakończył karierę w Sãocarlense São Carlos na początku lat 90.

## Kariera reprezentacyjna
W reprezentacji Brazylii Carlos Alberto zadebiutował 8 czerwca 1983 w wygranym 4-0 towarzyskim meczu z reprezentacją Portugalii. Ostatni raz w reprezentacji Carlos Alberto wystąpił 17 czerwca 1983 w wygranym 2-1 towarzyskim meczu z reprezentacją Szwajcarii.
| Mecze i gole w reprezentacji | Mecze i gole w reprezentacji | Mecze i gole w reprezentacji | Mecze i gole w reprezentacji | Mecze i gole w reprezentacji | Mecze i gole w reprezentacji | Mecze i gole w reprezentacji |
| #                            | Data                         | Miasto                       | Przeciwnik                   | Gol                          | Wynik                        | Rozgrywki                    |
| ---------------------------- | ---------------------------- | ---------------------------- | ---------------------------- | ---------------------------- | ---------------------------- | ---------------------------- |
| 1.                           | 08.06.1983                   | Coimbra                      | Portugalia                   |                              | 4:0                          | towarzyski                   |
| 2.                           | 12.06.1983                   | Cardiff                      | Walia                        |                              | 1:1                          | towarzyski                   |
| 3.                           | 17.06.1983                   | Bazylea                      | Szwajcaria                   |                              | 2:1                          | towarzyski                   |